# 叶荫棠
叶荫棠（1928年—1998年12月9日），湖北汉口人，1948年毕业于上海海关税务学校，毕业后在广州海关工作。叶荫棠1953年考入华南农学院，1957年因被划为右派，下放农村劳动；文革后在成武一中任教，多次被评为县级优秀教师。叶荫棠生前曾提出用遗产奖励科学创造，因此终身未谈婚嫁，过着节俭的生活，在山东省范围内引发反响。1998年12月9日病逝，留下了13万元遗产。1999年，成武一中设立叶荫棠奖学金。